# Ilta-Sanomat
Ilta-Sanomat (« Les messages de soirée ») est un journal finlandais au format tabloïd. Il est le second titre du pays en termes de diffusion après le Helsingin Sanomat et appartient également au groupe Sanoma WSOY.

## Ligne éditoriale
Le journal fait globalement partie de la presse à scandale[réf. nécessaire].